# روبين لي
روبين لي (بالإنجليزية: Robinne Lee)‏ هي ممثلة أمريكية، ولدت في 16 يوليو 1974 في الولايات المتحدة. بدأت مشوارها المهني سنة 1997.

## أعمال

### أفلام
- (2004) 13 أصبحت 30[5][6][7]
- (2005) هيتش[8]
- (2008) 7 أرطال[9][10]
- (2009) فندق للكلاب[10][11]

### مسلسلات
- إن سي آي إس

## وصلات خارجية
- روبين لي على موقع IMDb (الإنجليزية)
- روبين لي على موقع ألو سيني (الفرنسية)
- روبين لي على موقع أول موفي (الإنجليزية)
- روبين لي على موقع قاعدة بيانات الأفلام السويدية (السويدية)
- روبين لي على موقع قاعدة بيانات الفيلم (الإنجليزية)
- روبين لي على موقع كينوبويسك (الروسية)